# NGC 3293
 NGC 3293是一個在天球上位於船底座的疏散星團，距離地球約9000光年。該星團由尼可拉·路易·拉卡伊發現於1751至52年間。

## 概要
NGC 3293由超過100顆視星等超過14等的恆星組成，並且這些恆星聚集於直徑10角分的範圍內。星團內最明亮恆星分別是視星等6.5和6.7的藍超巨星。星團內另有一顆屬於脈動變星的紅超巨星船底座V361。

## 外部連結
- NGC 3293 @ SEDS NGC objects pages（页面存档备份，存于）
- NASA Astronomy Picture of the Day: NGC 3293: A Bright Young Open Cluster (29 March 1998)
- NASA Astronomy Picture of the Day: NGC 3293: A Bright Young Star Cluster (6 April 2015)